# Belägringen av Greifswald
Belägringen av Greifswald var en svensk belägring av den Pommerska staden Greifswald under trettioåriga kriget.

## Bakgrund
Sedan svenskarna under andra hälften av år 1630 erövrat stora delar av Pommern återstod endast Greifswald som den starkaste fästningen i regionen. Staden belägrades dock inte omedelbart, utan blev snarare avskuren och från avstånd blockerad av svenska soldater. I februari 1631 avslogs en förfrågan om att överge staden av dess befälhavare Ludovico Perusi, en italiensk överste som under blockadens gång genomförde regelbundna räder och utfall från staden, vilket orsakade stor förödelse för området.
I juni samlades svenska soldater i Anklam, vilket till följd av befälhavare Åke Totts sjukdom verkställdes av Lars Kagg. I ett utfall den 11 juni blev Perusi skjuten till döds och ersattes då av Heinrich Drachstedt. Dagen därefter inleddes belägringen.

## Belägringen
Inledningsvis grävdes gravar fram mot Greifswald natten mellan den 12:e och 13:e. Dagen efter genomfördes ett utfall från staden som drev svenskarna från sina belägringsverk, men efter ett motanfall med kavalleri lett av Tott tog man återigen besittning av gravarna. Greifswalds artilleri verkade sedan med stor kraft mot de svenska verken. Dock ankom redan samma dag en budbärare från garnisonen och förhandlingar inleddes. Troligtvis var detta beslut delvis ett resultat av dess befälhavares död. Garnisonen marscherade ut ur staden den 16:e med tross och fanor.

## Följder
Efter att Pommern genom Greifswalds intagande blivit säkrat genomförde Åke Tott en svensk invasion av Mecklenburg. Greifswalds garnison blev senare tillfångatagen och Drachstedt dödad när den mot överenskommelsen gick mot Havelberg istället för Rostock.